# محوطه شمس‌آباد ۱۴
محوطه شمس‌آباد ۱۴ مربوط به دوران پیش از تاریخ ایران باستان هزاره سوم ق است و در شهرستان ایرانشهر، بخش بمپور غربی، روستای شمس‌آباد، ۱۳۰۰ متری شمال شرق روستای شمس‌آباد واقع شده و این اثر در تاریخ ۲۶ اسفند ۱۳۸۷ با شمارهٔ ثبت ۲۵۸۶۳ به‌عنوان یکی از آثار ملی ایران به ثبت رسیده است.